# جون دونالدسون (لاعب كرة قاعدة)
جون دونالدسون (بالإنجليزية: John Donaldson)‏ هو لاعب كرة قاعدة أمريكي، ولد في 20 فبراير 1891 في غلاسغو في الولايات المتحدة، وتوفي في 12 أبريل 1970 في شيكاغو في الولايات المتحدة بسبب ذات الرئة.